# Liste der Biografien/Roy
Liste der Biografien |
Portal Biografien |
Personensuche
# |
A |
B |
C |
D |
E |
F |
G |
H |
I |
J |
K |
L |
M |
N |
O |
P |
Q |
R |
S |
T |
U |
V |
W |
X |
Y |
Z |
?
 
Ra |
Rb |
Rd |
Re |
Rh |
Ri |
Rj |
Rk |
Rl |
Rm |
Rn |
Ro |
Rr |
Rs |
Rt |
Ru |
Rv |
Rw |
Rx |
Ry |
Rz
 
Roa |
Rob |
Roc |
Rod |
Roe |
Rof |
Rog |
Roh |
Roi |
Roj |
Rok |
Rol |
Rom |
Ron |
Roo |
Rop |
Roq |
Ror |
Ros |
Rot |
Rou |
Rov |
Row |
Rox |
Roy |
Roz 
Die Liste der Biografien führt alle Personen auf, die in der deutschsprachigen Wikipedia einen Artikel haben. Dieses ist eine Teilliste mit 222 Einträgen von Personen, deren Namen mit den Buchstaben „Roy“ beginnt.

## Roy
- Roy, Alex (* 1974), englischer Dartspieler
- Roy, Allain (* 1970), kanadischer Eishockeytorwart und Inlinehockeyspieler
- Roy, Alphonse (1897–1967), US-amerikanischer Politiker
- Roy, Ananya (* 1970), indische Wissenschaftlerin
- Roy, André (* 1975), kanadisch-US-amerikanischer Eishockeyspieler
- Roy, Angela (* 1957), deutsche Schauspielerin und RegisseurinAngela Roy (* 1957)

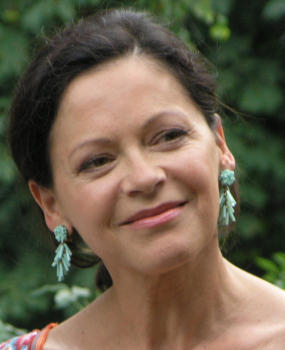
Angela Roy (* 1957)

- Roy, Antoine (1764–1847), französischer Jurist und Politiker
- Roy, Aruna (* 1946), indische Menschenrechtsaktivistin und Feministin
- Roy, Arundhati (* 1961), indische Schriftstellerin, politische Aktivistin und Globalisierungskritikerin
- Roy, Avijit († 2015), US-amerikanischer Religionskritiker und Autor bengalischer Herkunft
- Roy, Badal (1939–2022), indischer Tablaspieler und Perkussionist
- Roy, Berthe (1889–1951), kanadische Pianistin und Musikpädagogin
- Roy, Bimal (1909–1966), indischer Filmregisseur, Produzent und Kameramann
- Roy, Brandon (* 1984), US-amerikanischer Basketballspieler
- Roy, Bryan (* 1970), niederländischer Fußballspieler
- Roy, Callista (* 1939), US-amerikanische Pflegetheoretikerin
- Roy, Camille (1870–1943), kanadischer frankophoner Geistlicher, Romanist und Literaturwissenschaftler
- Roy, Charles Smart (1854–1897), britischer Pathologe
- Roy, Chip (* 1972), US-amerikanischer Politiker der Republikanischen Partei
- Roy, Claude (1915–1997), französischer Autor, Journalist und Übersetzer
- Roy, Deep (* 1957), kenianischer Film- und FernsehschauspielerDeep Roy (* 1957)

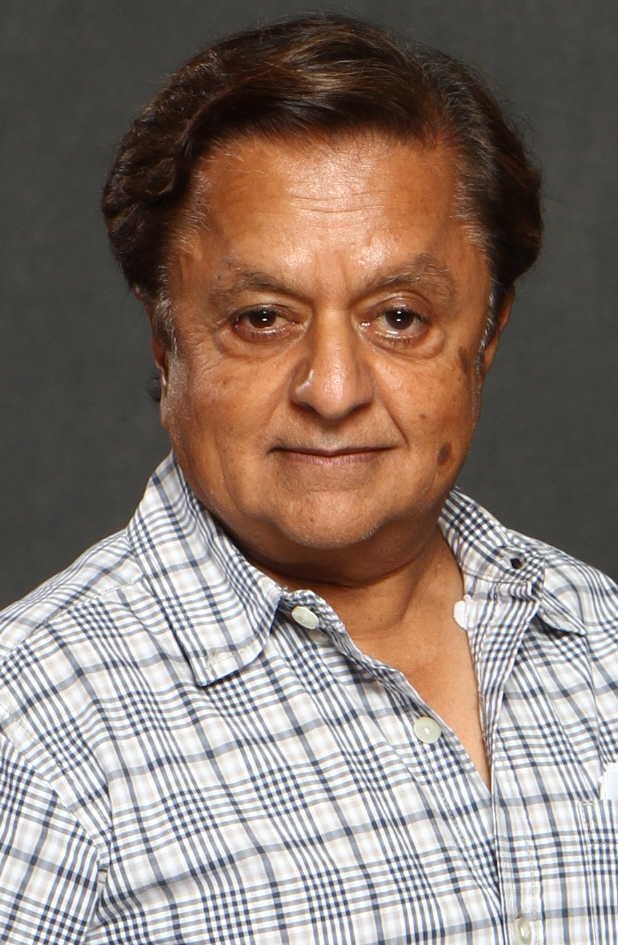
Deep Roy (* 1957)

- Roy, Derek (* 1983), kanadischer Eishockeyspieler
- Roy, Diane (* 1971), kanadische Rollstuhlrennsportlerin
- Roy, Dilip Kumar (1897–1980), indischer Musiker, Sänger und Schriftsteller
- Roy, Drew (* 1986), US-amerikanischer Schauspieler
- Roy, Erwin van (1894–1973), deutscher Filmschauspieler und Kabarettist
- Roy, Frank (* 1958), schottischer Politiker
- Roy, Gabriel (1940–2001), Schweizer Politiker (PCSI)
- Roy, Gabrielle (1909–1983), franko-kanadische Schriftstellerin
- Roy, Gaetan (* 1962), politischer Beauftragter und UNO-Vertreter
- Roy, Gladys (1896–1927), US-amerikanische Wingwalkerin, Barnstormerin, Stuntfrau, und Filmschauspielerin
- Roy, Harry (1900–1971), britischer Klarinettist, Bandleader und Songwriter
- Roy, Heinz (1927–2019), deutsch-sorbischer Komponist
- Roy, Himashree (* 1995), indische Sprinterin
- Roy, Irma (1932–2016), argentinische Schauspielerin, Mitglied der Abgeordnetenkammer Argentiniens
- Roy, J. Stapleton (* 1935), US-amerikanischer Diplomat und Wirtschaftsmanager, Botschafter in China, Indonesien sowie Singapur und Assistant Secretary of State
- Roy, Jean-Emmanuel (1887–1962), französischer Politiker
- Roy, Jean-Philippe (* 1979), kanadischer Skirennläufer
- Roy, Jean-Pierre (* 1963), haitianischer Skirennläufer
- Roy, Jean-Yves (* 1969), kanadischer Eishockeyspieler
- Roy, Jérémy (* 1983), französischer Radrennfahrer
- Roy, Jérémy (* 1997), kanadischer Eishockeyspieler
- Roy, Jimmy (* 1975), kanadischer Eishockeyspieler
- Roy, Jonathan (* 1989), kanadischer Popsänger und Songwriter sowie EishockeytorwartJonathan Roy (* 1989)

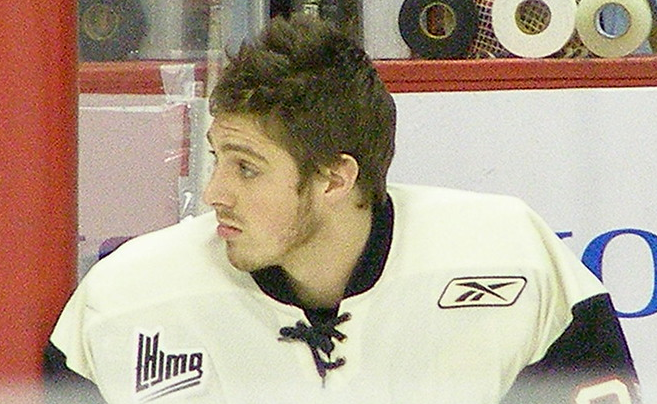
Jonathan Roy (* 1989)

- Roy, Jose (1904–1985), philippinischer Politiker
- Roy, Joseph (1925–2004), indischer Geistlicher, römisch-katholischer Bischof von Mysore
- Roy, Joyashree (* 1957), indische Wirtschafts-, Energie- und Klimawissenschaftlerin
- Roy, Jules (1907–2000), französischer Schriftsteller
- Roy, Julia (* 1989), österreichisch-französische Filmschauspielerin
- Roy, Kamini (1864–1933), bengalische Dichterin, Sozialarbeiterin und Feministin
- Roy, Kristina (1860–1936), slowakische Schriftstellerin
- Roy, Lauren (* 2000), irische Sprinterin
- Roy, Lesley (* 1986), irische Singer-Songwriterin
- Roy, Lindsay (* 1949), schottischer Politiker
- Roy, Lisa (* 1990), deutsche AutorinLisa Roy (* 1990)

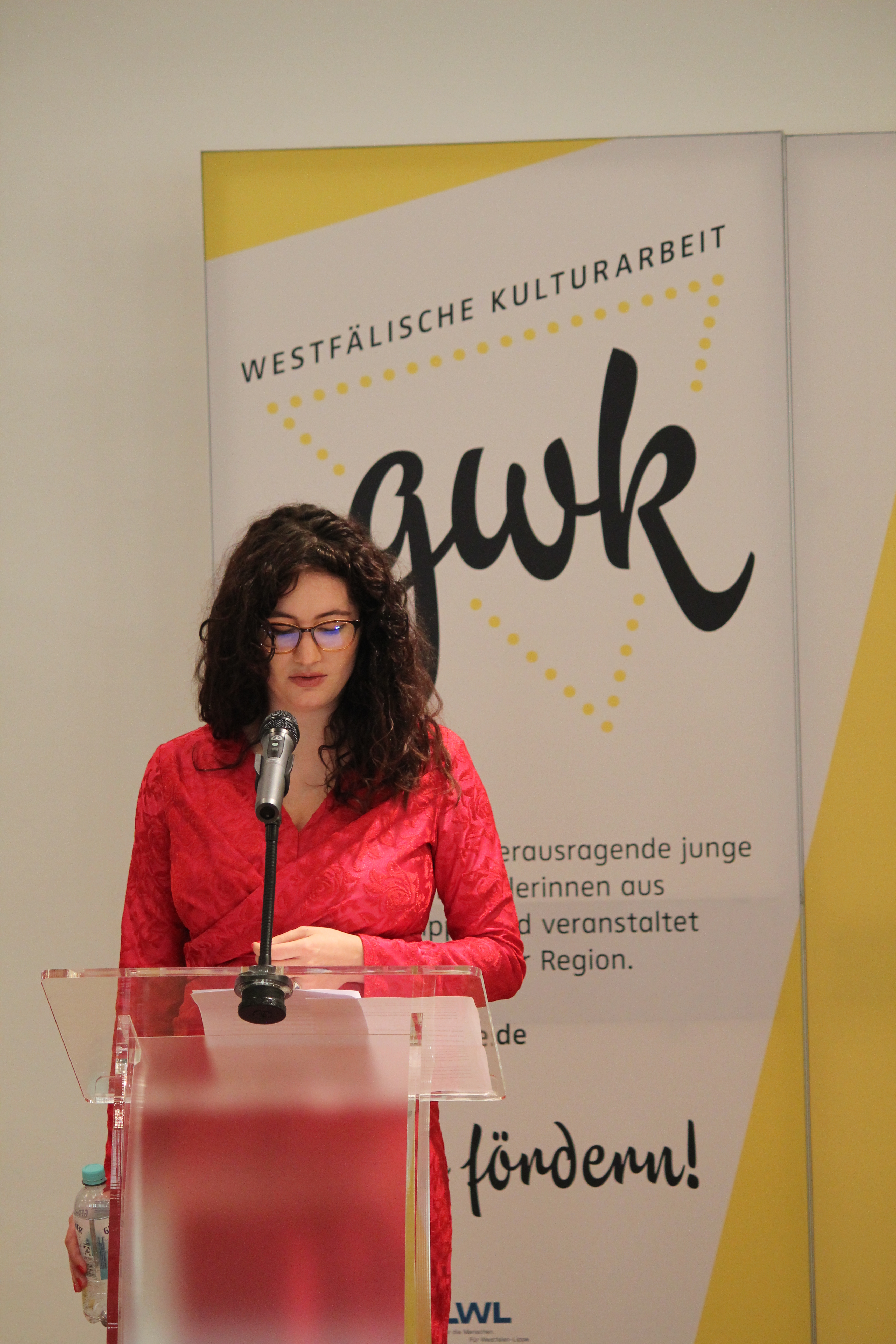
Lisa Roy (* 1990)

- Roy, Lolita (* 1865), indische Sozialreformerin und Frauenrechtlerin
- Roy, Louis Eugène (1861–1939), Präsident von Haiti
- Roy, Louis le (1924–2012), niederländischer Architekt und Öko-Pionier
- Roy, Manabendra Nath (1887–1954), bengalisch-indischer Revolutionär, Philosoph, Politiktheoretiker und Aktivist
- Roy, Marcel (* 1942), kanadischer Radrennfahrer
- Roy, Marie-Antoine (1893–1948), kanadischer Ordensgeistlicher, römisch-katholischer Bischof von Edmundston
- Roy, Marie-Françoise (* 1950), französische Mathematikerin
- Roy, Mathieu (* 1983), kanadischer Eishockeyspieler und -trainer
- Roy, Matt (* 1959), US-amerikanischer Bobsportler
- Roy, Matt (* 1995), US-amerikanischer Eishockeyspieler
- Roy, Maurice (1856–1932), französischer Historiker, Kunsthistoriker und Romanist
- Roy, Maurice (1899–1985), französischer Ingenieur
- Roy, Maurice (1905–1985), kanadischer Geistlicher und Erzbischof von Québec
- Roy, Maxim (* 1972), kanadische Schauspielerin und FilmproduzentinMaxim Roy (* 1972)

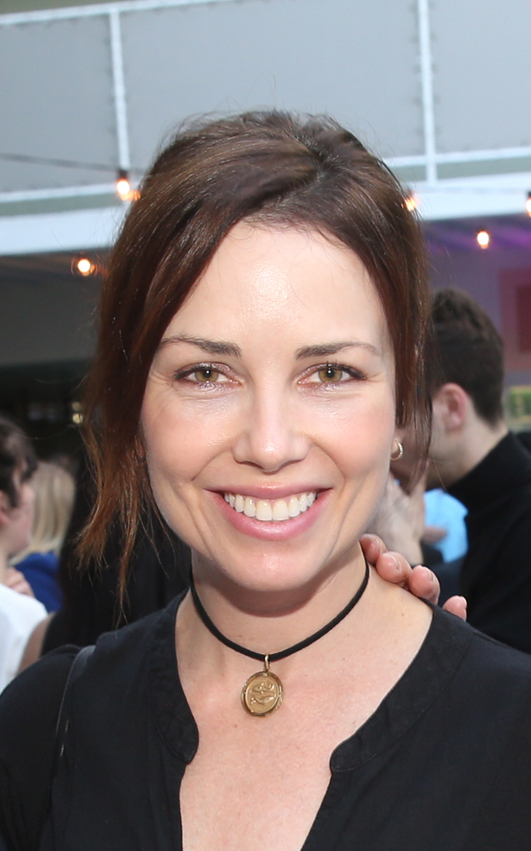
Maxim Roy (* 1972)

- Roy, Maxime (* 1988), französischer Filmregisseur und Drehbuchautor
- Roy, Nathalie (* 1964), kanadische Politikerin und Rechtsanwältin, Präsidentin der Nationalversammlung von Québec
- Roy, Nicolas (* 1997), kanadischer Eishockeyspieler
- Roy, Olivier (* 1949), französischer Politikwissenschaftler und Experte für den politischen Islam
- Roy, Olivier (* 1978), kanadischer Philosoph
- Roy, Olivier (* 1991), kanadischer Eishockeytorwart
- Roy, Patrick (1957–2011), französischer Politiker (PS), Mitglied der Nationalversammlung
- Roy, Patrick (* 1965), kanadischer Eishockeytorwart und -trainer
- Roy, Paul-Eugène (1859–1926), kanadischer Geistlicher
- Roy, Pierre (1880–1950), französischer Maler
- Roy, Pierre-Charles (1683–1764), französischer Librettist
- Roy, Pola (* 1975), deutscher Musiker, Schlagzeuger in der Band „Wir Sind Helden“
- Roy, Ram Mohan (1772–1833), Reformer des Hinduismus, Begründer Brahmo Samaj
- Roy, Raymond (1919–2003), kanadischer Geistlicher, römisch-katholischer Bischof von Saint Paul in Alberta
- Roy, Reinhard (* 1948), deutscher Maler und Bildhauer
- Roy, René (* 1938), französischer Astronom und Asteroidenentdecker
- Roy, Rustum (1924–2010), indisch-US-amerikanischer Werkstoffwissenschaftler
- Roy, Samarendra Nath (1906–1964), indischer Statistiker
- Roy, Sandro (* 1994), deutscher Jazzmusiker (Violine, Gitarre)
- Roy, Sarah (* 1986), australische Radrennfahrerin
- Roy, Shehzad (* 1979), pakistanischer Sänger, Philanthrop und Humanist
- Roy, Soumendu (1933–2023), indischer Kameramann
- Roy, Srirupa (* 1969), indische Politikwissenschaftlerin und Hochschullehrerin
- Roy, Susovan Sonu (* 1994), indischer Schauspieler
- Roy, Travis (1975–2020), US-amerikanischer Eishockeyspieler, -trainer und AutorTravis Roy (1975–2020)

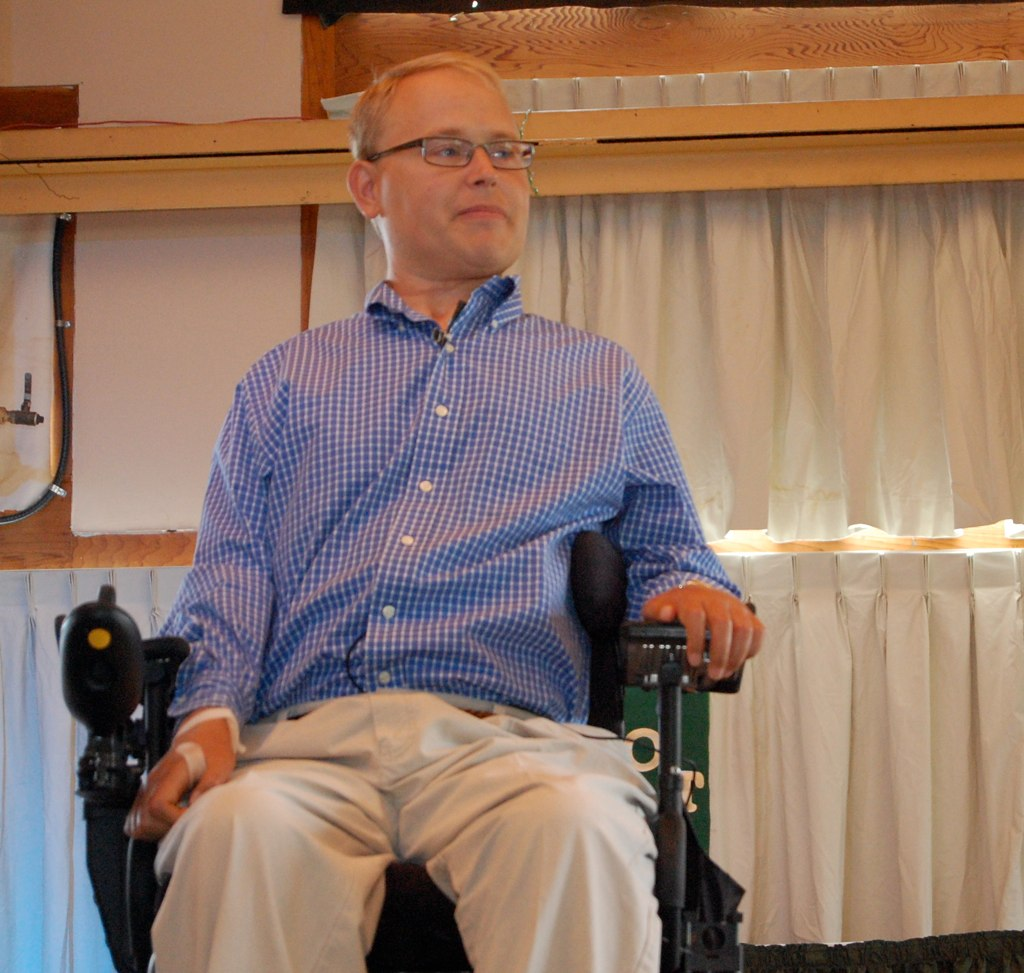
Travis Roy (1975–2020)

- Roy, Tula (* 1934), Schweizer Filmemacherin und Pionierin des Schweizer Films
- Roy, Vesta M. (1925–2002), US-amerikanische Politikerin
- Roy, William, französischer Geistlicher
- Roy, William (1726–1790), britischer Kartograf, Offizier, Geodät und Altertumsforscher
- Roy, William R. (1926–2014), US-amerikanischer Politiker
- Roy-Camille, Raymond (1927–1994), französischer Orthopäde und Traumatologe
- Roy-Lecollinet, Lou (* 1996), französische Schauspielerin
- Roy-Seifert, Utta (1926–2025), österreichische Literaturübersetzerin
- Roy-Shah, Niyati (* 1965), indische Tischtennisspielerin
- Roy-Vienneau, Jocelyne (1956–2019), kanadische Ingenieurin, Vizegouverneurin von New Brunswick

### Roya
- Röya (* 1982), aserbaidschanische Pop-Sängerin und Schauspielerin
- Royaards, Herman Johan (1794–1854), niederländischer reformierter Theologe und Kirchenhistoriker
- Royaards, Hermann (1753–1825), niederländischer reformierter Theologe
- Royaards-Sandberg, Jacqueline (1876–1976), niederländische Bühnenschauspielerin
- Royal (* 1990), österreichischer Rapper
- Royal Kobayashi (1949–2020), japanischer Boxer im Superbantamgewicht
- Royal, Billy Joe (1942–2015), amerikanischer SängerBilly Joe Royal (1942–2015)

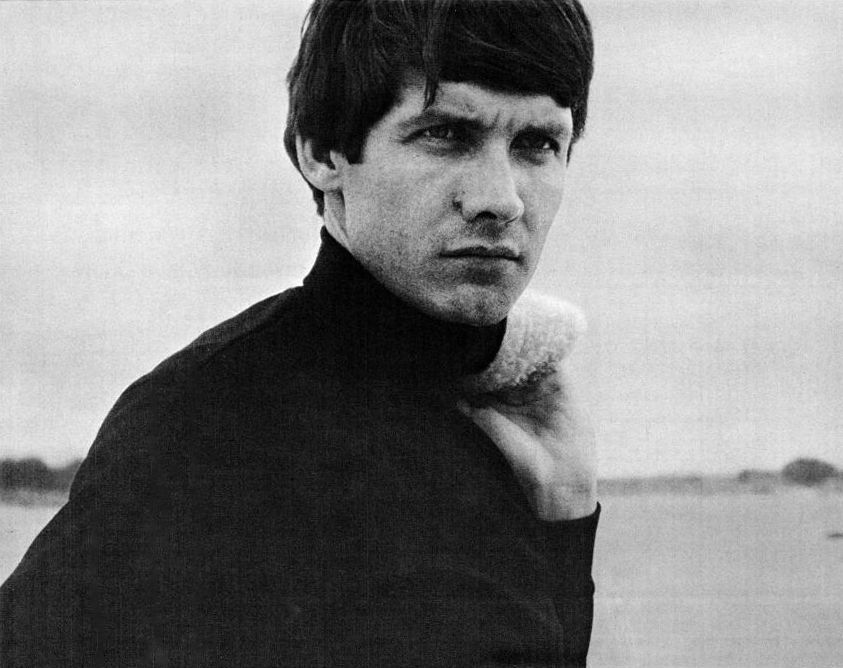
Billy Joe Royal (1942–2015)

- Royal, Eddie (* 1986), US-amerikanischer American-Football-Spieler
- Royal, Ernie (1921–1983), amerikanischer Jazztrompeter
- Royal, Gladys W. (1926–2002), US-amerikanische Chemikerin und Hochschullehrerin
- Royal, Gregory Charles (* 1961), US-amerikanischer Jazz-Posaunist
- Royal, Joseph (1837–1902), kanadischer Politiker
- Royal, Kate (* 1979), englische Opernsängerin (Lyrischer Sopran)
- Royal, Marshall (1912–1995), US-amerikanischer Jazz-Altsaxophonist und Klarinettist
- Royal, Robert (* 1979), US-amerikanischer American-Football-Spieler
- Royal, Ségolène (* 1953), französische Politikerin (PS), Mitglied der NationalversammlungSégolène Royal (* 1953)

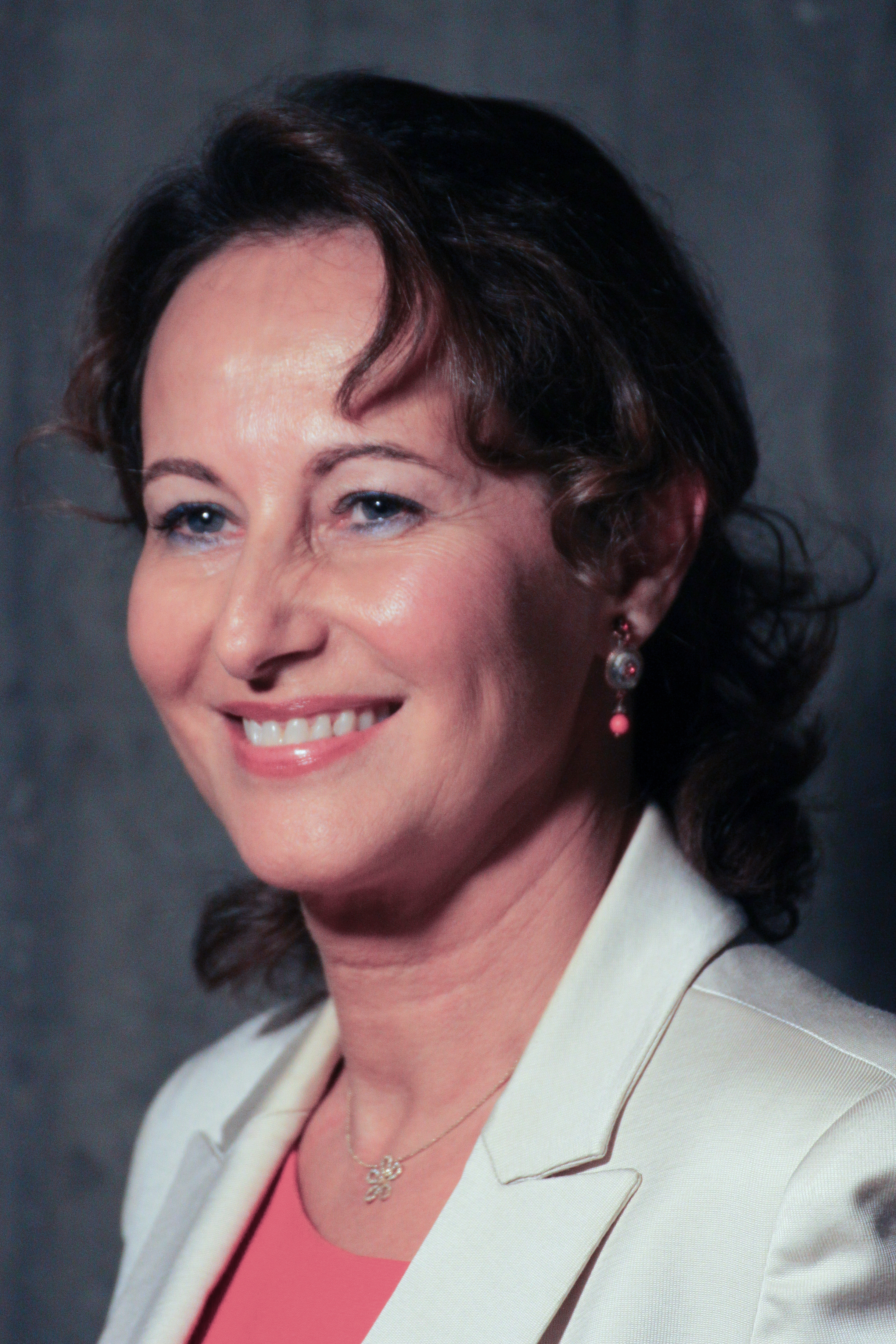
Ségolène Royal (* 1953)

- Royale, Aliyah (* 2000), amerikanische Schauspielerin
- Royale, Tucké (* 1984), deutscher Performancekünstler, Autor, Regisseur, Musiker und Schauspieler in Film, Theater und Musiktheater
- Royall, Janet (* 1955), britische Politikerin
- Royall, Kenneth Claiborne (1894–1971), US-amerikanischer General und Kriegsminister
- Royalle, Candida (1950–2015), US-amerikanische Pornoproduzentin, -regisseurin und -darstellerin
- Royaume, Catherine, Genfer Bürgerin und Schweizer Volksheldin
- Royaux, Louis (1866–1936), belgischer Soldat und Afrikaforscher

### Royb
- Roybal, Edward R. (1916–2005), US-amerikanischer Politiker
- Roybal-Allard, Lucille (* 1941), US-amerikanische Politikerin der Demokratischen Partei
- Roybet, Ferdinand (1840–1920), französischer Maler

### Royc
- Royce da 5′9″ (* 1977), US-amerikanischer Rapper und SongwriterRoyce da 5′9″ (* 1977)

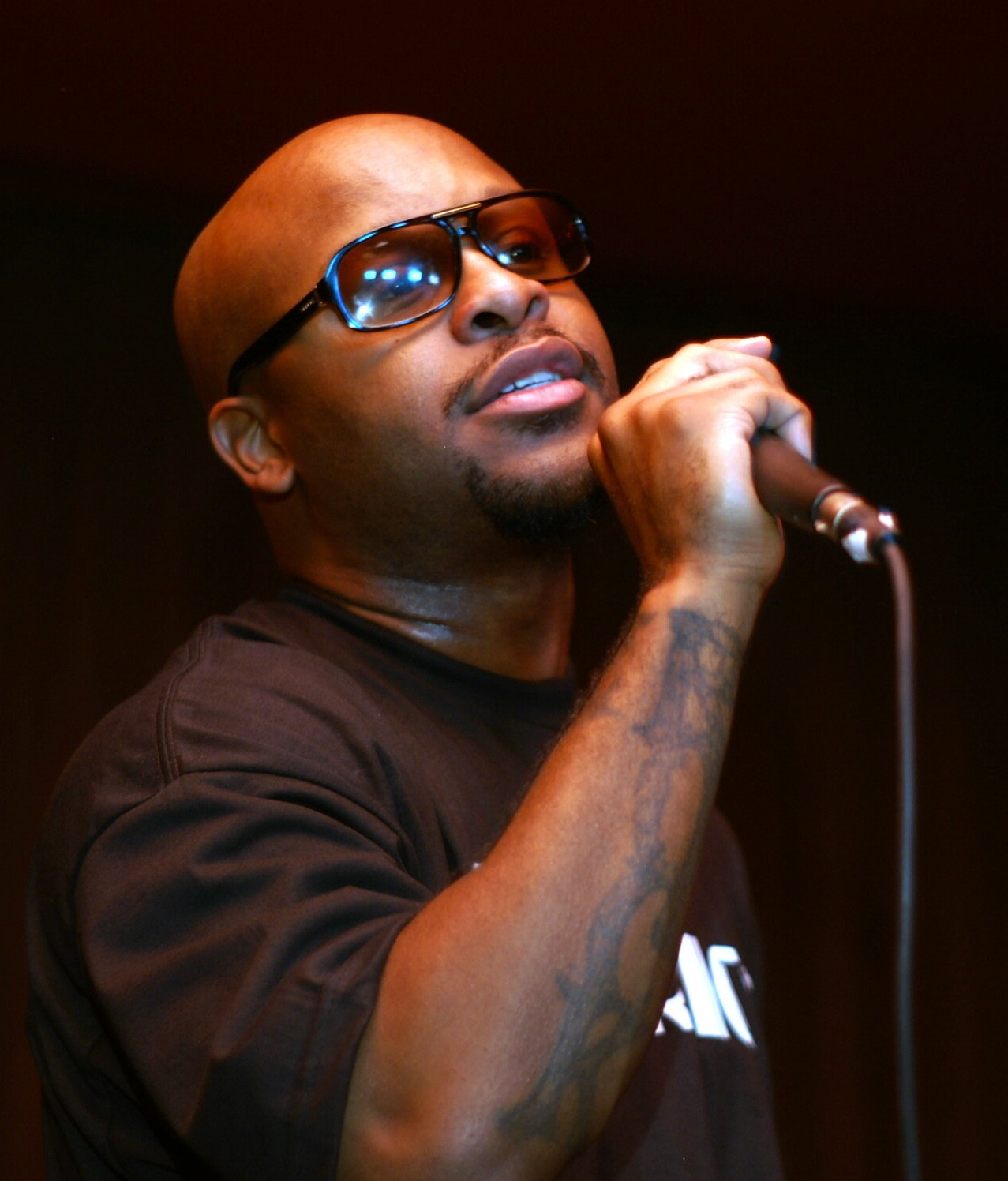
Royce da 5′9″ (* 1977)

- Royce, Ed (* 1951), US-amerikanischer Politiker
- Royce, Edward (1886–1963), US-amerikanischer Komponist und Musikpädagoge
- Royce, Henry (1863–1933), britischer Pionier des Autobaus, Gründer des Unternehmens Rolls-Royce
- Royce, Homer Elihu (1819–1891), US-amerikanischer Jurist und Politiker
- Royce, Josiah (1855–1916), US-amerikanischer Philosoph
- Royce, Mike (* 1964), US-amerikanischer Schauspieler, Drehbuchautor und Fernsehproduzent
- Royce, Stephen (1787–1868), US-amerikanischer Jurist und Politiker
- Roycroft, Bill (1915–2011), australischer Vielseitigkeitsreiter
- Roycroft, Dan (* 1978), kanadischer Skilangläufer
- Roycroft, John (* 1929), englischer Schachspieler, -autor und -komponist
- Roycroft, Wayne (* 1946), australischer Vielseitigkeitsreiter

### Royd
- Royden, Halsey (1928–1993), US-amerikanischer Mathematiker und Hochschullehrer
- Royden, Leigh (* 1955), US-amerikanische Geologin, Geophysikerin und Hochschullehrerin
- Royden, Thomas, 1. Baron Royden (1871–1950), englischer Geschäftsmann und Politiker (Conservative Party)
- Roydon, Matthew († 1622), englischer Dichter
- Royds, Charles (1876–1931), britischer Offizier und Polizist
- Royds, Norah (1859–1923), britische Künstlerin und Mäzenin
- Royds, Thomas (1884–1955), englischer Physiker

### Roye
- Roye, Edward J. (1815–1872), Präsident von Liberia
- Roye, Éléonore de (1535–1564), durch Heirat Fürstin von Condé
- Roye, Guy de († 1463), burgundischer Militär und Vertrauter des Herzogs Philipp des Guten
- Roye, Jimmy (* 1988), französischer Fußballspieler
- Roye, Peter van (* 1950), deutscher Ruderer
- Royel, Awa (* 1975), US-amerikanischer Katholikos-Patriarch der Heiligen Katholischen Apostolischen Assyrischen Kirche des Ostens
- Royen, Adriaan van (1704–1779), holländischer Arzt und Botaniker
- Royen, Anna van, niederländische Zeichnerin
- Royen, David van (1727–1799), niederländischer Mediziner und Botaniker
- Royen, Jan Barend Hendrik van (1830–1909), niederländischer Offizier
- Royen, Peter (1923–2013), niederländischer Maler, Graphiker und Bildhauer
- Royen, Pieter van (1923–2002), niederländischer Botaniker
- Royen, Thomas (* 1947), deutscher Statistiker
- Royen, Willem Frederik van († 1723), niederländischer Maler
- Royer, Albert (* 1973), österreichischer Politiker (FPÖ), Abgeordneter zum Landtag Steiermark
- Royer, Alphonse (1803–1875), französischer Theaterschriftsteller, Impresario, Librettist und Journalist
- Royer, Camille (1897–1933), französischer Autorennfahrer
- Royer, Carl Desiderius de (1650–1707), katholischer Priester und Schriftsteller
- Royer, Clémence (1830–1902), französische Autorin, Anthropologin, Philosophin und Feministin
- Royer, Daniel (* 1990), österreichischer FußballspielerDaniel Royer (* 1990)

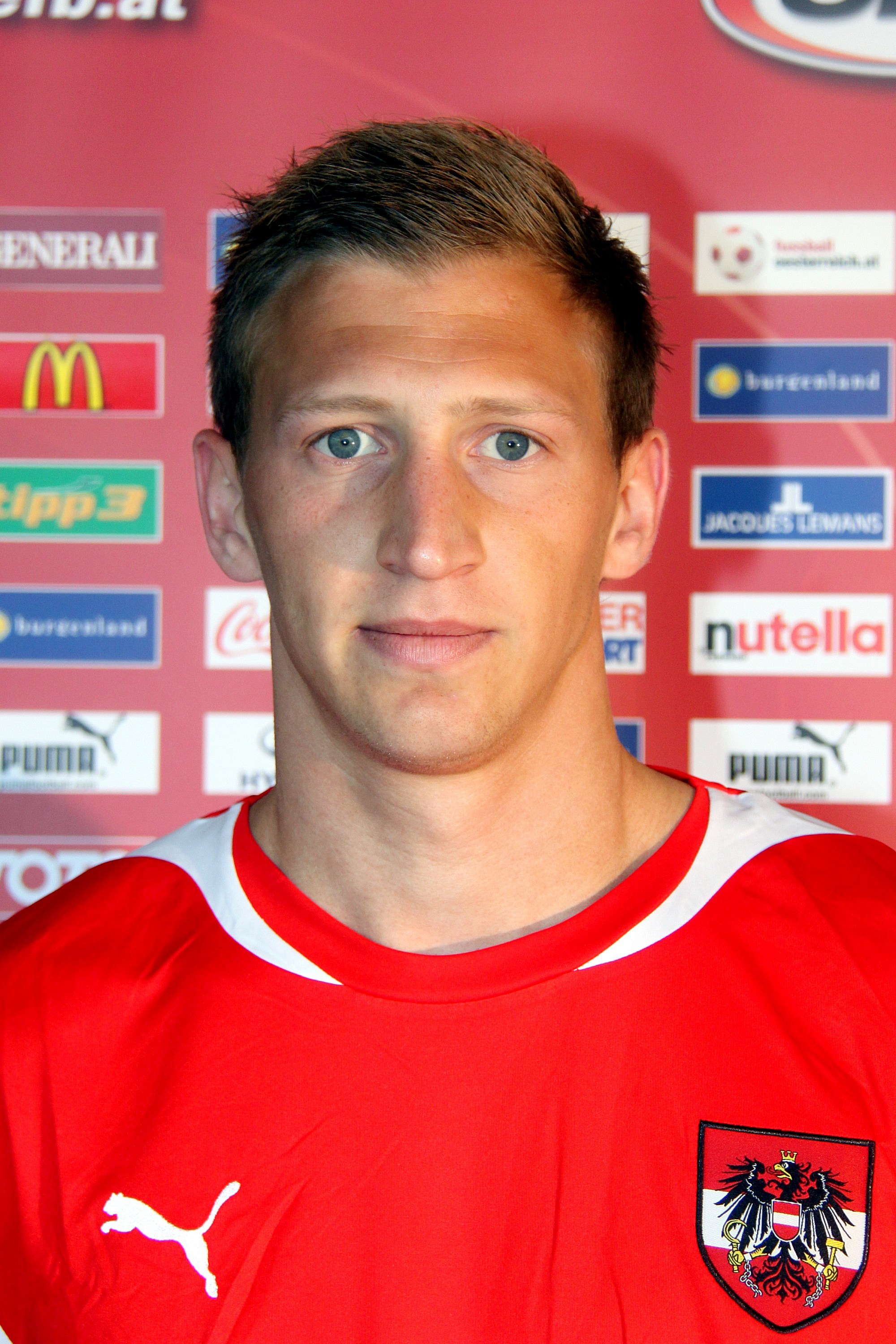
Daniel Royer (* 1990)

- Royer, Hans Peter (1962–2013), österreichischer Bergführer und evangelikaler Prediger
- Royer, Henri (1869–1938), französischer Maler
- Royer, Jean (1920–2011), französischer Politiker (RPF, UNR, UDR, RPR), Mitglied der Nationalversammlung
- Royer, Joseph-Nicolas-Pancrace (1703–1755), französischer Komponist, Cembalist und Sänger
- Royer, Jules (1845–1900), französischer Lithograf und Typograf
- Royer, Lionel (1852–1926), französischer Maler
- Royer, Louis (1793–1868), belgisch-niederländischer Maler und Bildhauer
- Royer, Robb (* 1942), US-amerikanischer Musiker und Songwriter
- Royer, Ronald (* 1959), kanadischer Cellist, Dirigent und Komponist
- Royer, Sofie (* 1991), österreichisch-US-amerikanische Musikerin
- Royer, Susanne (* 1969), deutsche Betriebswirtin
- Royer, Valentin (* 2001), französischer TennisspielerValentin Royer (* 2001)

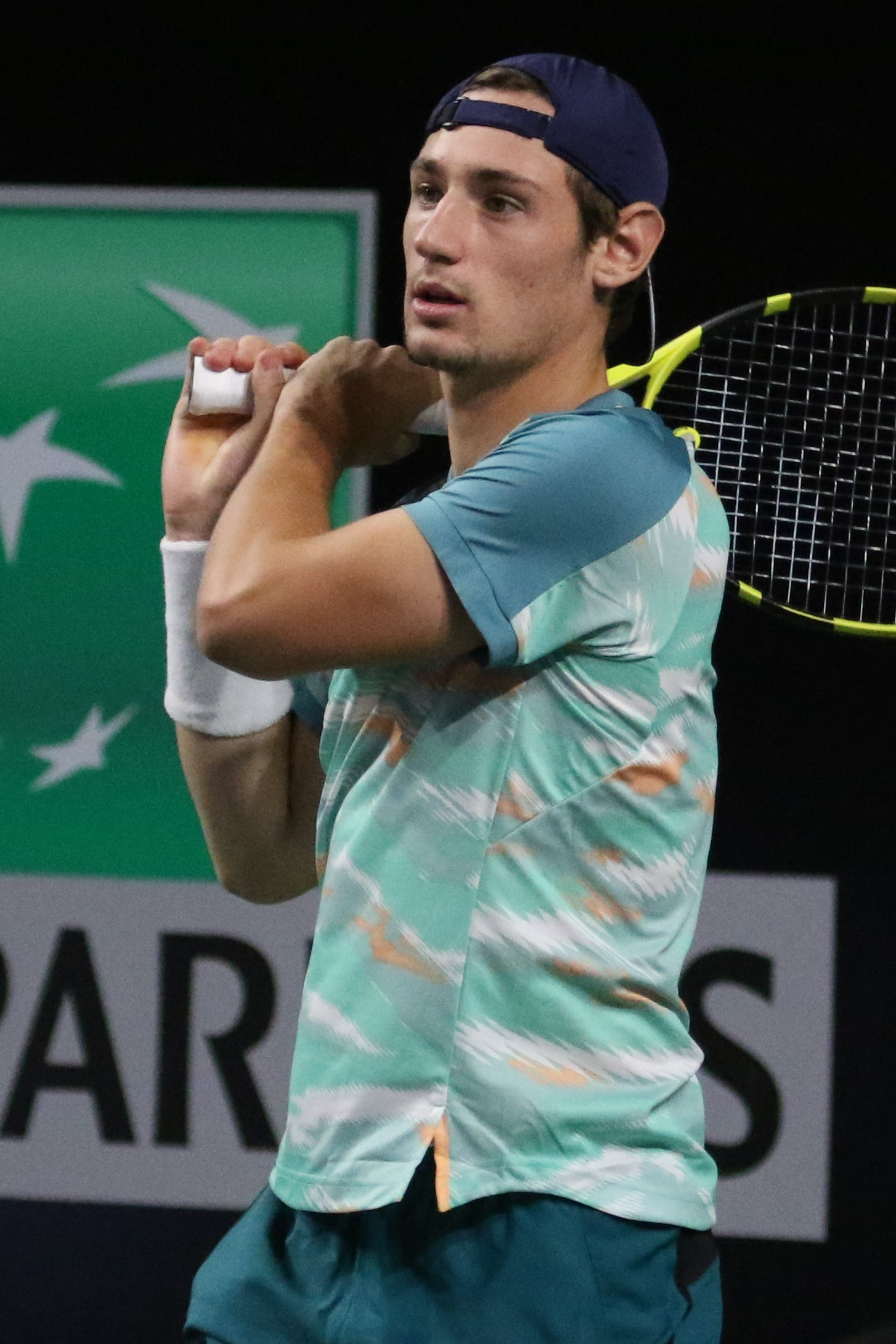
Valentin Royer (* 2001)

- Royer, Vincent (* 1961), französischer Bratschist und Komponist
- Royer, William (1920–2013), US-amerikanischer Politiker
- Royer-Collard, Antoine-Athanase (1768–1825), französischer Mediziner
- Royer-Collard, Pierre-Paul (1763–1845), französischer Philosoph und Politiker
- Royer-Souef, Ghislaine (* 1953), französische Fußballspielerin
- Royère, Jean (1902–1981), französischer Möbeldesigner und Innendekorateur
- Royes, Tim (1964–2007), britischer Filmregisseur und Filmeditor für Musikvideos
- Royet-Journoud, Claude (* 1941), französischer Dichter, Essayist und Übersetzer

### Royk
- Roykaew, Niwat, thailändischer Umwelt- und Klimaaktivist
- Roykey (1955–2017), niederländischer Musiker der Stilrichtungen Weltmusik, Jazz, Reggae, Roots und Ragga
- Royko, Caspar (1744–1819), österreichischer römisch-katholischer Geistlicher, Theologe und Hochschullehrer

### Royl
- Roylance, Pamela (* 1952), US-amerikanische Schauspielerin
- Royle, Aaron (* 1990), australischer Duathlet und Triathlet
- Royle, Amanda (* 1962), britische Schauspielerin
- Royle, Carol (* 1954), britische SchauspielerinCarol Royle (* 1954)

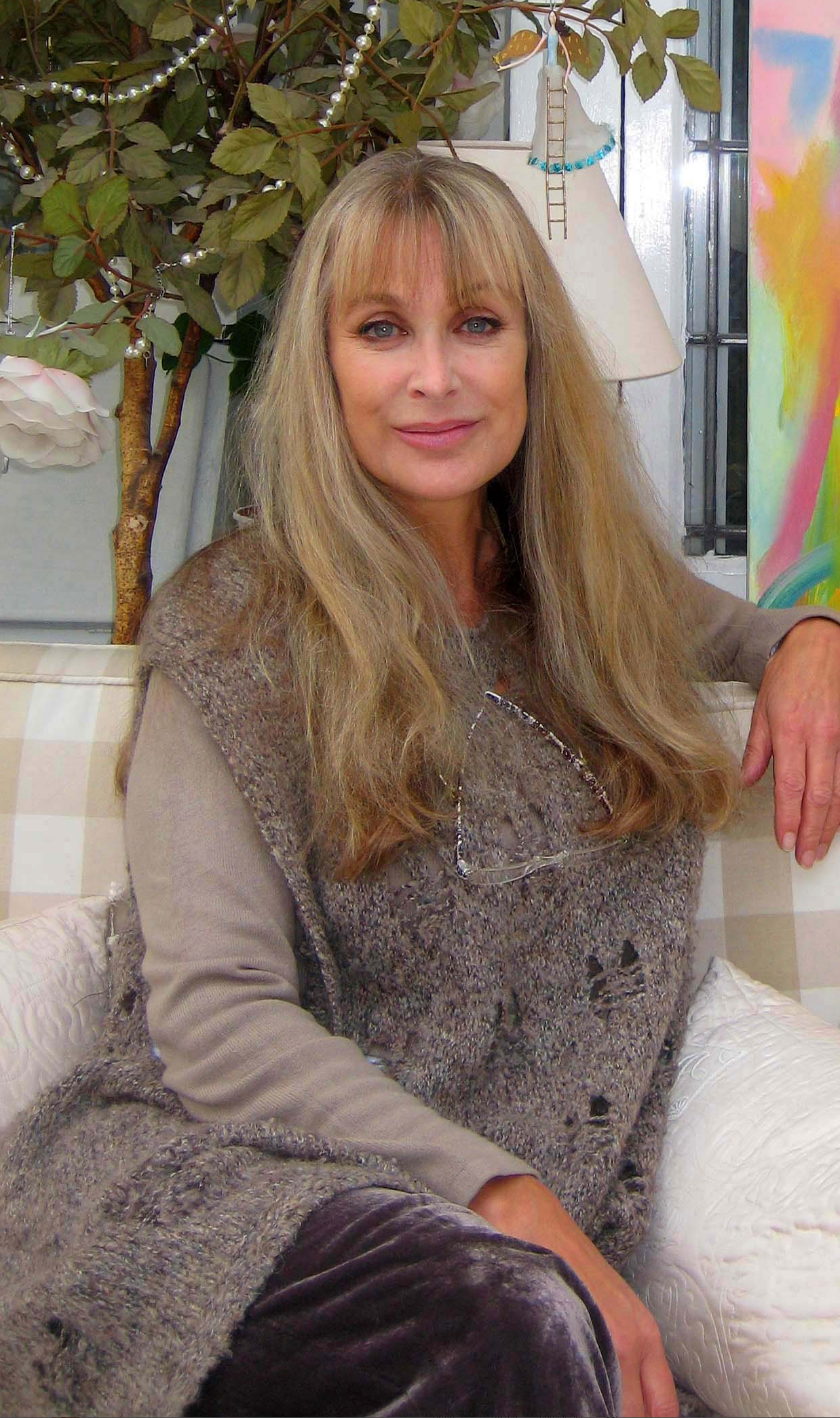
Carol Royle (* 1954)

- Royle, Charles, Baron Royle (1896–1975), britischer Politiker, Mitglied des House of Commons und Unternehmer
- Royle, Derek (1928–1990), britischer Schauspieler
- Royle, Jane (1932–2010), britische Maskenbildnerin
- Royle, Joe (* 1949), englischer Fußballspieler und -trainer
- Royle, John Forbes (1798–1858), englischer Botaniker und Arzt
- Royle, Lancelot (1898–1978), britischer Sprinter
- Royle, Nicholas (* 1957), britischer Literaturwissenschaftler und Schriftsteller
- Royle, Nicholas (* 1963), britischer Autor, Verleger und Herausgeber
- Royle, Selena (1904–1983), US-amerikanische Schauspielerin

### Roym
- Røymark, Martin (* 1986), norwegischer Eishockeyspieler

### Royn
- Røynesdal, Ingrid (* 1978), norwegische Museumsleitung, Pianistin und Politikwissenschaftlerin

### Royo
- Royo, Andre (* 1968), US-amerikanischer SchauspielerAndre Royo (* 1968)

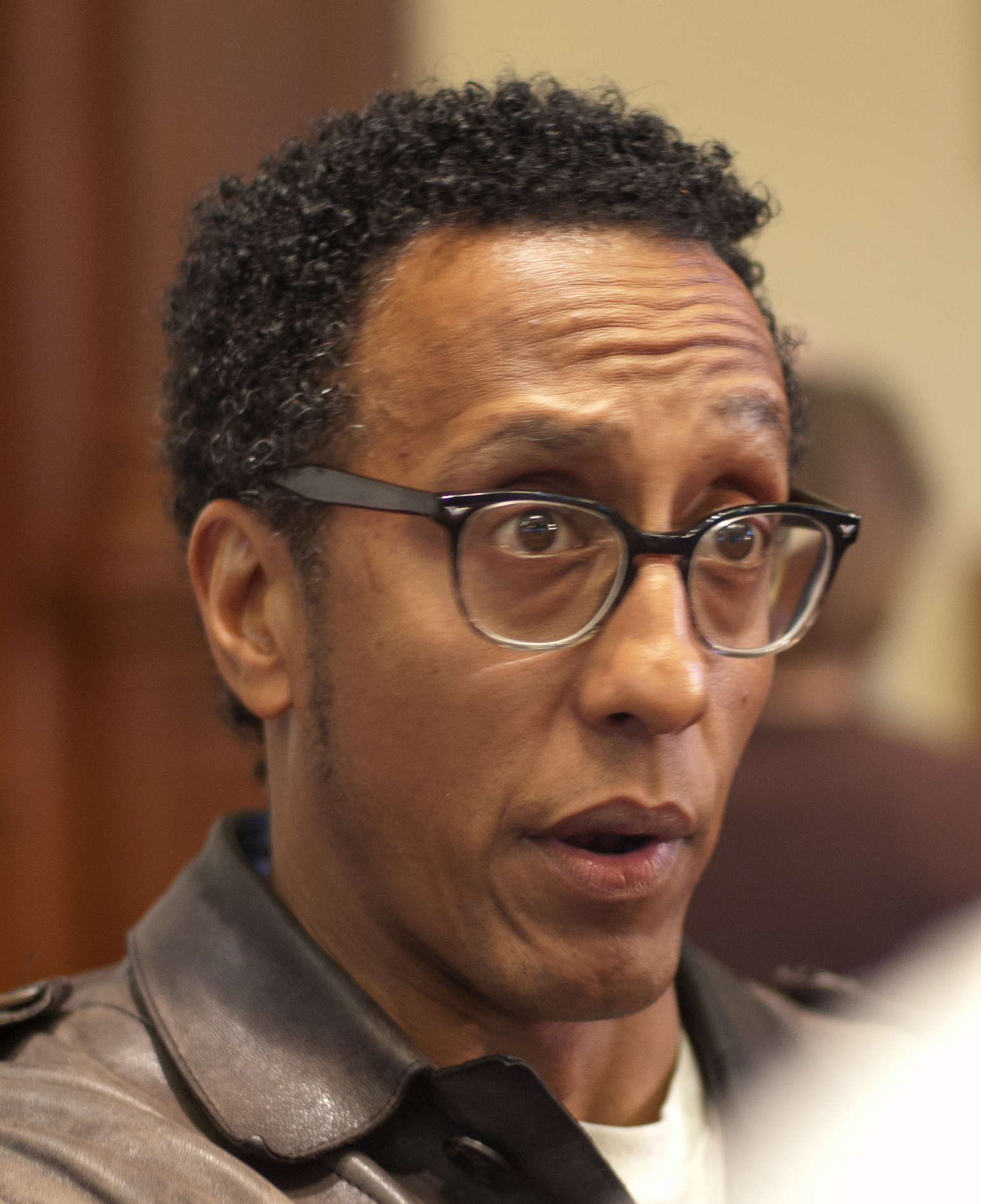
Andre Royo (* 1968)

- Royo, Aristides (* 1940), 36. Staatspräsident von Panama
- Royo, Luis (* 1954), spanischer Maler
- Royon, Nicolás (* 1991), uruguayischer Fußballspieler

### Roys
- Roys, Carl (* 1884), schweizerisch-deutscher Architekt und Filmarchitekt
- Røys, Heidi Grande (* 1967), norwegische Politikerin (SV), Mitglied des Storting
- Roys, Ralph L. (1879–1965), Anthropologe und Historiker mit Forschungsschwerpunkt postklassische Maya-Kultur in Yucatán
- Royse, Lemuel W. (1847–1946), US-amerikanischer Politiker
- Royster, Sarah Elmira (1810–1888), US-amerikanische Kindheits-Freundin von Edgar Allan Poe
- Royster, Vermont C. (1914–1996), US-amerikanischer Journalist, Kolumnist, Autor
- Royster, Willie (1954–2015), US-amerikanischer Baseballspieler
- Royston, Grandison Delaney (1809–1889), US-amerikanischer Jurist und Politiker
- Royston, Jane (* 1958), britisch-schweizerische Hochschullehrerin
- Royston, Rudy, US-amerikanischer Jazzmusiker (Schlagzeug, Komposition)
- Royston, Shamie, US-amerikanische Jazzpianistin